# Мельников, Леонид Васильевич
Леонид Васильевич Мельников (род. 9 декабря 1965 года, Кировск, Мурманская область) — советский и российский горнолыжник, мастер спорта международного класса, многократный чемпион СССР, бывший главный тренер сборной страны по горнолыжному спорту. Президент Российской Федерации горнолыжного спорта.

## Биография
Леонид Мельников родился 9 декабря 1965 года в городе Кировске Мурманской области. Его отец — многократный чемпион СССР, лыжник Василий Мельников. Отец стал его первым тренером в горнолыжном спорте и начал с ним заниматься, когда сыну исполнилось 7 лет. В 13 лет Леонид Мельников выполнил норматив мастера спорта СССР, в 14 лет оказался в составе сборной СССР по горнолыжному спорту, главой которой был Леонид Тягачёв. В 1983 году Леонид Мельников в Италии на первенстве мира выиграл соревнования в комбинации и стал первым в истории советского горнолыжного спорта чемпионом мира среди юниоров в возрасте 18 лет. Получил на этом же первенстве бронзовую медаль в слаломе.
В 1983 году выполнил норматив мастера спорта международного класса и завоевал две медали на Всемирной Универсиаде. В 1984 году стал выступать за ЦСКА. Получил образование в Московском областном государственном институте физической культуры и спорта по специальности «тренер-преподаватель».
Профессиональную карьеру завершил в 1991 году и стал тренером. Работал ассистентом тренера мужской сборной страны по горнолыжному спорту Владимира Макеева. Был тренером команды перед Олимпийскими играми 1992 года в Альбервилле. В 1996 году стал старшим тренером женской сборной России по горнолыжному спорту, в которой выступали Анастасия Попкова, Татьяна Лебедева, Варвара Зеленская, Светлана Гладышева, Олеся Алиева, Светлана Новикова, Анна Ларионова.
В мае 2010 года стал главным тренером сборной страны по горнолыжному спорту.
16 мая 2014 года Леонид Мельников был избран новым президентом Федерации горнолыжного спорта и сноуборда России.